# كوديم عظيم الأزهار
كوديم عظيم الأزهار (الاسم العلمي:Codiaeum megalanthum) هو نوع من النباتات يتبع جنس الكوديم من الفصيلة الفربيونية. تم وصف هذا النوع من النبات علمياً لأول مرة من قبل إلمر درو ميريل سنة 1920.